# Trichoglossum
Тріхоглоссум (Trichoglossum) — рід грибів родини Geoglossaceae. Назва вперше опублікована 1885 року.

## Будова
У грибів роду тріхоглоссум переважають довгі циліндричні багатоклітинні спори, пофарбовані в бурий колір.
В болотах і на заболочених лугах нерідко можна побачити чорні булавоподібні плодові тіла тріхоглоса жорстковолосистого (Trichoglossum hirsutum). Цей гриб любить вологу, як і інші представники цієї родини. Його плодове тіло вкрите численними темно-бурими голкоподібними щетинками, так що весь гриб здається оксамитовим.

## Галерея

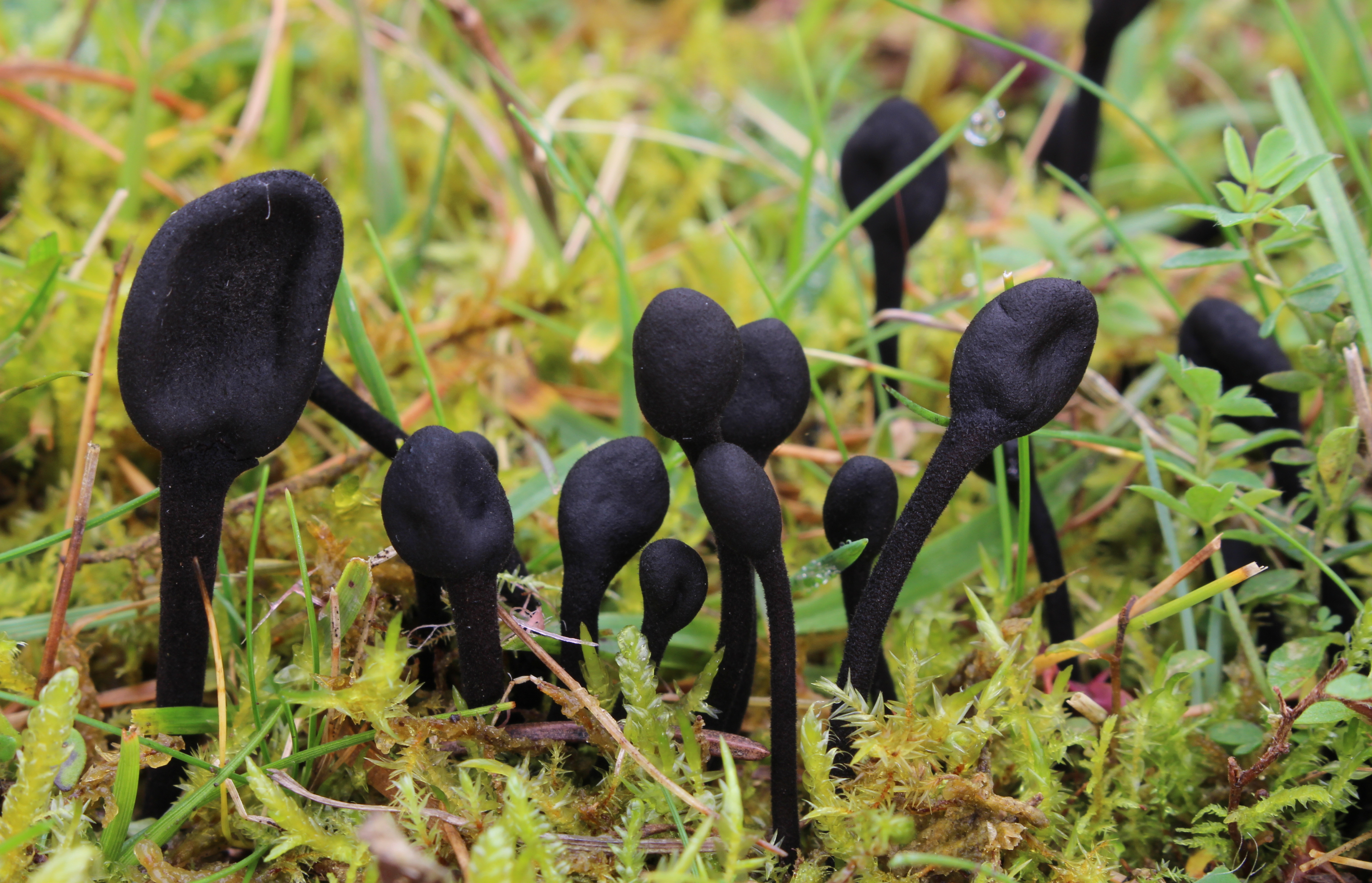
Trichoglossum hirsutum
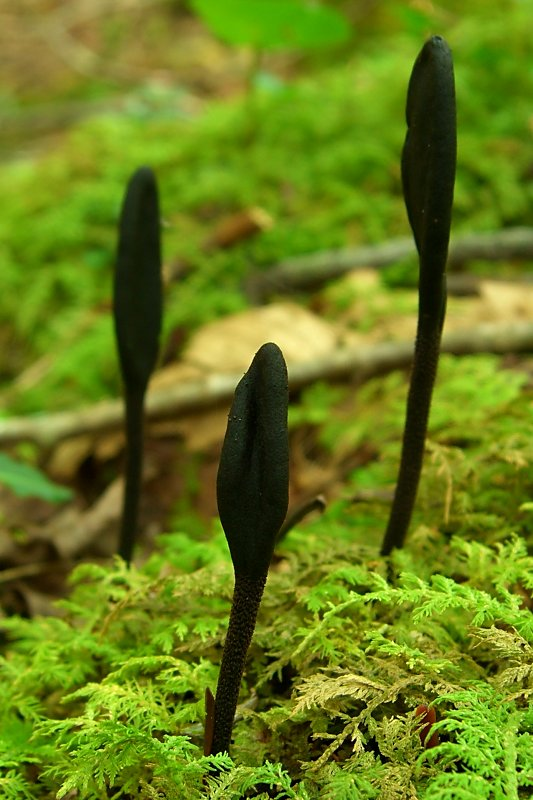
Trichoglossum hirsutum
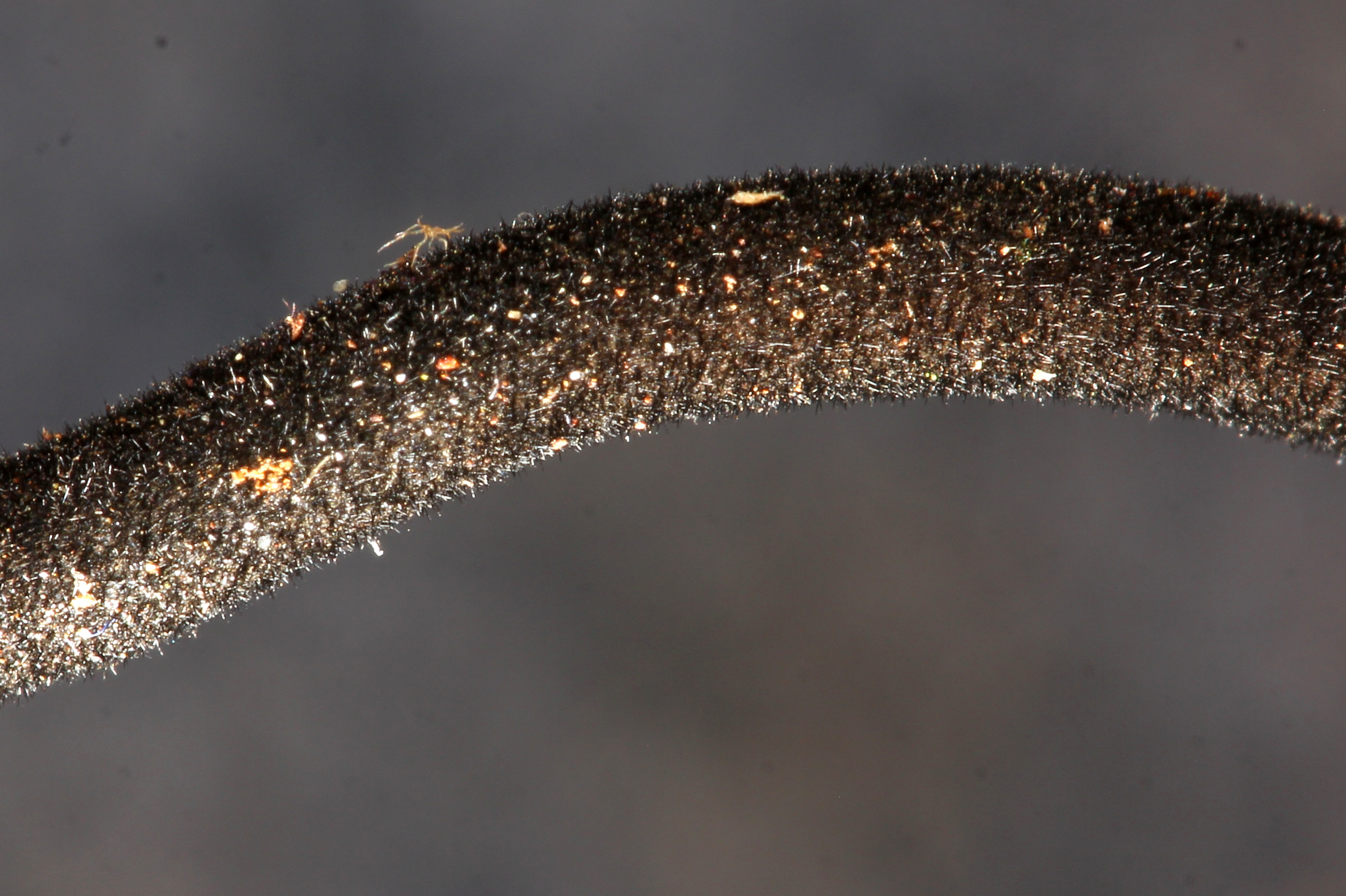
Ніжка Trichoglossum hirsutum
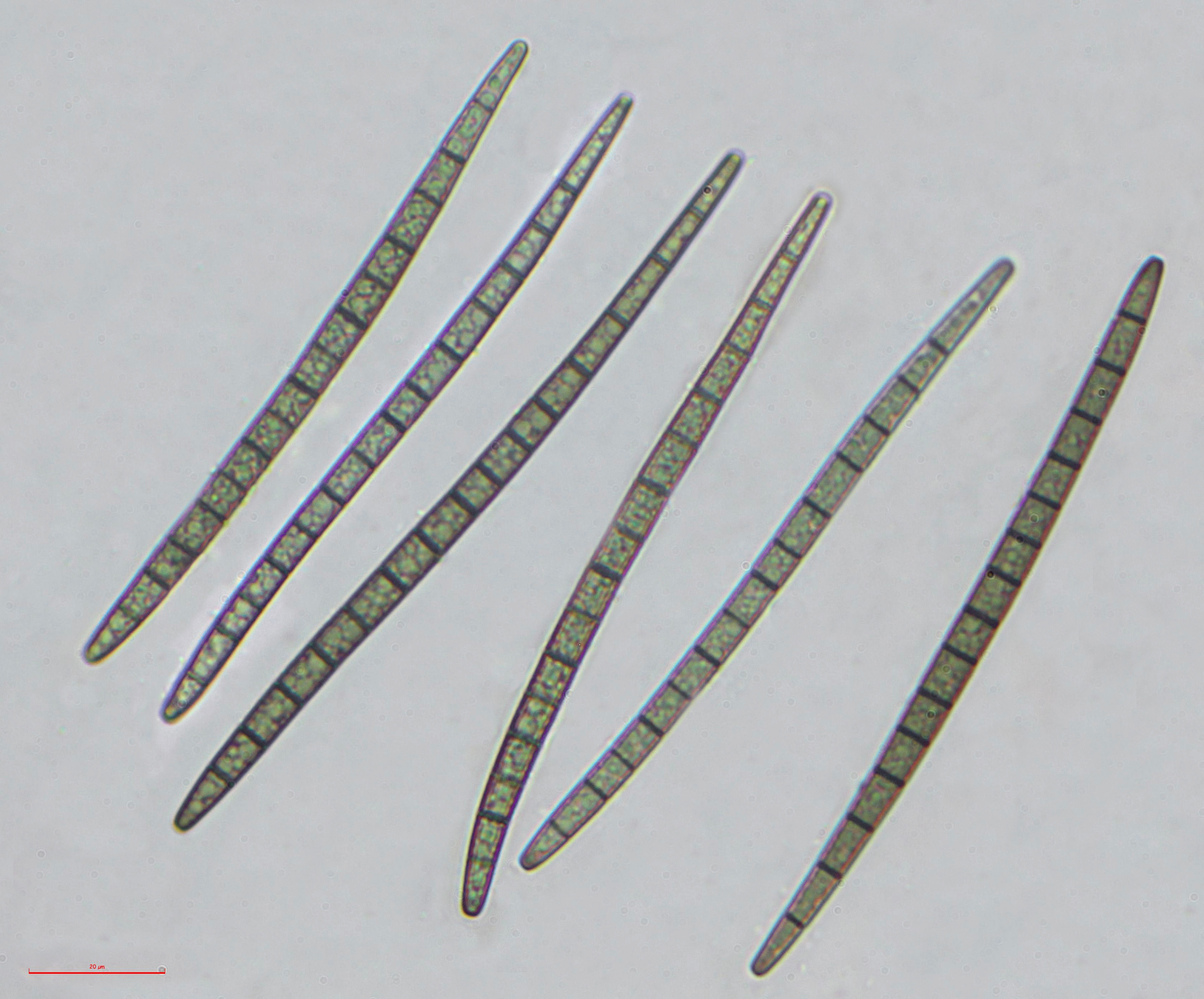
Спори Trichoglossum hirsutum